# Xylechinosomus contractus
Xylechinosomus contractus is een keversoort uit de familie snuitkevers (Curculionidae). De wetenschappelijke naam van de soort werd in 1869 gepubliceerd door Félicien Chapuis.